# Distretto di Anco (Ayacucho)
Il distretto di Anco è uno  distretti della provincia di La Mar, in Perù. Si trova nella regione di Ayacucho e si estende su una superficie di 1.098,2 chilometri quadrati.

Ha per capitale la città di Chiquintirca e contava 14.551 abitanti nel censimento 2005.